# Максиміліан Мбаева
Максиміліан Мбаева (англ. Maximilian Mbaeva, нар. 14 квітня 1989, Гобабіс) — намібійський футболіст, воротар клубу «Голден Ерроуз».
Виступав, зокрема, за клуб «Африкан Старз», а також національну збірну Намібії.

## Клубна кар'єра
У дорослому футболі дебютував 2007 року виступами за команду клубу «Африкан Старз», в якій провів сім сезонів. 
До складу клубу «Голден Ерроуз» приєднався 2014 року. Станом на 12 червня 2019 року відіграв за команду з Дурбана 82 матчі в національному чемпіонаті.

## Виступи за збірну
У 2008 році дебютував в офіційних матчах у складі національної збірної Намібії.
У складі збірної був учасником Кубка африканських націй 2019 року в Єгипті.